# Duguetia phaeoclados
Duguetia phaeoclados är en kirimojaväxtart som först beskrevs av Carl Friedrich Philipp von Martius, och fick sitt nu gällande namn av Paulus Johannes Maria Maas och H. Rainer. Duguetia phaeoclados ingår i släktet Duguetia och familjen kirimojaväxter. Inga underarter finns listade i Catalogue of Life.